# Sedona Prince
Pour les articles homonymes, voir Prince.
Sedona Prince est une basketteuse américaine née le 12 mai 2000 à Hemet (Californie).

## Biographie

### Carrière universitaire
En mars 2021, pendant la March Madness, Sedona Prince publie une vidéo sur TikTok, immédiatement virale, critiquant les différences de traitement entre les athlètes masculins et féminins par la NCAA en utilisant l'exemple des salles de musculation à disposition des sportifs (une grande salle avec de multiples appareils de musculation) et sportives (douze haltères à se partager pour les 64 équipes) universitaires,. Cette vidéo, partagée par de nombreuses vedettes comme Stephen Curry, lève un débat national aux États-Unis sur le traitement des sportives et fait de Prince une vedette des réseaux sociaux,,. En réponse aux critiques, l'association mène une enquête pour réduire les inégalités entre les tournois féminin et masculin. Dès l'édition suivante, le tournoi féminin utilise la marque de la March Madness, voit son nombre d'équipes augmenté à 68, une signalétique plus importante, des cadeaux de bienvenue et des espaces identiques pour les basketteurs et les basketteuses ainsi qu'une promotion partagée pour les deux tournois.
Ce buzz fait de Sedona Prince l'une des jeunes influenceuses les plus convoitées.

## Palmarès

### Équipe nationale
- Médaille d'or à l'AmeriCup 2021[6]
- Médaille d'or au championnat d'Amériques des moins de 18 ans 2018[6]
- Médaille de bronze au championnat du monde des moins de 17 ans 2016[6]
- Médaille de bronze au championnat d'Amériques des moins de 16 ans 2015[6]

## Distinctions
- Nommée dans la deuxième équipe All-America de la saison 2018[6].
- Nommée dans la McDonald's All-American Team et au match Jordan Brand Classic en 2018[6].
- Nommée dans la deuxième équipe des meilleures joueuses du Texas par USA Today en 2018[6].

### Vidéographie
- (en) [vidéo] The Rule of Sedona Prince, W. Studios, ESPN, série Fifty/50 Shorts, juin 2022, 9 minutes.